# 16. Dáil
Der 16. Dáil wurde am 5. März 1957 gewählt. Insgesamt 147 Abgeordnete (Teachtaí Dála) wurden in 42 Wahlkreisen mit dem Verfahren der übertragbaren Einzelstimmgebung (single transferable vote) bestimmt.

## Wahlausgang
siehe: Wahlen 1957

Sitzverteilung im 16. Dáil

Fianna Fáil und Fine Gael waren die stärksten Kräfte im Dáil. Die Fianna Fáil erreichte die absolute Mehrheit der Sitze.
Der Dáil Éireann kam erstmals am 20. März 1957 zur konstituierenden Sitzung zusammen. Als Vorsitzender des Dáils (Ceann Comhairle) wurde Patrick Hogan (Labour) per Akklamation bestimmt. Seine Vertretung (Leas-Cheann Comhairle) wurde Cormac Breslin (Fianna Fáil).
Éamon de Valera wurde zum Taoiseach gewählt. Er bildete die Regierung De Valera XI. Oppositionsführer (Ceannaire an Fhreasúra) war John A. Costello von der Fine Gael. 
Als de Valera 1959 zum Präsidenten der Republik Irland gewählt wurde, übernahm Seán Lemass die Regierungsgeschäfte und bildete die Regierung Lemass I. Als Oppositionsführer übernahm James Dillon.
Es folgten die Neuwahlen am 11. Oktober 1961.
| Partei | Partei                         | Vorsitzende/r im Dáil | März 1957: gewählte Teachtaí Dála | Sep. 1961: Teachtaí Dála | Veränderung |
| ------ | ------------------------------ | --------------------- | --------------------------------- | ------------------------ | ----------- |
|        | Fianna Fáil                    | Éamon de Valera       | 78                                | 75                       | −3          |
|        | Fine Gael                      | John A. Costello      | 40                                | 41                       | +1          |
|        | Labour Party                   | William Norton        | 12                                | 11                       | −1          |
|        | Sinn Féin                      |                       | 4                                 | 4                        | −           |
|        | Clann na Talmhan               | John Blowick          | 3                                 | 3                        | −           |
|        | Clann na Poblachta             |                       | 1                                 | 1                        | −           |
|        | National Progressive Democrats |                       | −                                 | 2                        | +2          |
|        | Vakant                         |                       | −                                 | 2                        | +2          |
|        | Ceann Comhairle                |                       | −                                 | 1                        | +1          |
| Gesamt | Gesamt                         | 147                   | 147                               | 147                      | –           |

## Teachtaí Dála
| Wahlkreis                  | Name                      | Partei (Teilgruppe) | Partei (Teilgruppe) | Partei (Teilgruppe) | Partei (Teilgruppe)                                | Im Amt seit        |
| Wahlkreis                  | Name                      | Zu Beginn des Dáil  | Zu Beginn des Dáil  | Zum Ende des Dáil   | Zum Ende des Dáil                                  | Im Amt seit        |
| -------------------------- | ------------------------- | ------------------- | ------------------- | ------------------- | -------------------------------------------------- | ------------------ |
| Carlow–Kilkenny            | Patrick Crotty            |                     | Fine Gael           | Fine Gael           | Fine Gael                                          | 18. Februar 1948   |
| Carlow–Kilkenny            | Martin Medlar             |                     | Fianna Fáil         | Fianna Fáil         | Fianna Fáil                                        | 14. November 1956  |
| Carlow–Kilkenny            | Francis Humphreys         |                     | Fianna Fáil         |                     | verstorben am 19. April 1961                       | 20. März 1957      |
| Carlow–Kilkenny            | Jim Gibbons               |                     | Fianna Fáil         | Fianna Fáil         | Fianna Fáil                                        | 20. März 1957      |
| Carlow–Kilkenny            | Joseph Hughes             |                     | Fine Gael           |                     | verstorben am 20. Januar 1960                      | 18. Februar 1948   |
| Carlow–Kilkenny            | Patrick Teehan            |                     |                     |                     | Fianna Fáil Nachwahl für Joseph Hughes             | 23. Juni 1960      |
| Cavan                      | Patrick Smith             |                     | Fianna Fáil         | Fianna Fáil         | Fianna Fáil                                        | 19. September 1923 |
| Cavan                      | Patrick O’Reilly          |                     | Fine Gael           | Fine Gael           | Fine Gael                                          | 13. Juni 1951      |
| Cavan                      | Michael Sheridan          |                     | Fianna Fáil         | Fianna Fáil         | Fianna Fáil                                        | 9. März 1932       |
| Cavan                      | John Tully                |                     | Clann na Poblachta  | Clann na Poblachta  | Clann na Poblachta                                 | 18. Februar 1948   |
| Clare                      | Patrick Hillery           |                     | Fianna Fáil         | Fianna Fáil         | Fianna Fáil                                        | 13. Juni 1951      |
| Clare                      | Éamon de Valera           |                     | Fianna Fáil         |                     | ab dem 25. Juni 1959 Präsident der Republik Irland | 21. Januar 1919    |
| Clare                      | Seán Ó Ceallaigh          |                     |                     |                     | Fianna Fáil Nachwahl für Éamon de Valera           | 22. Juli 1959      |
| Clare                      | Patrick Hogan             |                     | Labour              |                     | Ceann Comhairle                                    | 18. Februar 1948   |
| Clare                      | William Murphy            |                     | Fine Gael           | Fine Gael           | Fine Gael                                          | 13. Juni 1951      |
| Cork Borough               | John Galvin               |                     | Fianna Fáil         | Fianna Fáil         | Fianna Fáil                                        | 2. August 1956     |
| Cork Borough               | Gus Healy                 |                     | Fianna Fáil         | Fianna Fáil         | Fianna Fáil                                        | 20. März 1957      |
| Cork Borough               | Jack Lynch                |                     | Fianna Fáil         | Fianna Fáil         | Fianna Fáil                                        | 18. Februar 1948   |
| Cork Borough               | Seán Casey                |                     | Labour              | Labour              | Labour                                             | 2. Juni 1954       |
| Cork Borough               | Stephen Barrett           |                     | Fine Gael           | Fine Gael           | Fine Gael                                          | 3. März 1954       |
| Cork East                  | Richard Barry             |                     | Fine Gael           | Fine Gael           | Fine Gael                                          | 18. Juni 1953      |
| Cork East                  | Martin Corry              |                     | Fianna Fáil         | Fianna Fáil         | Fianna Fáil                                        | 23. Juni 1927      |
| Cork East                  | John Moher                |                     | Fianna Fáil         | Fianna Fáil         | Fianna Fáil                                        | 2. Juni 1954       |
| Cork North                 | Denis O’Sullivan          |                     | Fine Gael           | Fine Gael           | Fine Gael                                          | 13. Juni 1951      |
| Cork North                 | Patrick McAuliffe         |                     | Labour              | Labour              | Labour                                             | 9. Juni 1944       |
| Cork North                 | Batt Donegan              |                     | Fianna Fáil         | Fianna Fáil         | Fianna Fáil                                        | 20. März 1957      |
| Cork South                 | Dan Desmond               |                     | Labour              | Labour              | Labour                                             | 18. Februar 1948   |
| Cork South                 | Seán McCarthy             |                     | Fianna Fáil         | Fianna Fáil         | Fianna Fáil                                        | 13. Juni 1951      |
| Cork South                 | Tadhg Manley              |                     | Fine Gael           | Fine Gael           | Fine Gael                                          | 2. Juni 1954       |
| Cork West                  | Michael Pat Murphy        |                     | Labour              | Labour              | Labour                                             | 13. Juni 1951      |
| Cork West                  | Edward Cotter             |                     | Fianna Fáil         | Fianna Fáil         | Fianna Fáil                                        | 2. Juni 1954       |
| Cork West                  | Florence Wycherley        |                     | Independent         | Independent         | Independent                                        | 20. März 1957      |
| Donegal East               | Neil Blaney               |                     | Fianna Fáil         | Fianna Fáil         | Fianna Fáil                                        | 7. Dezember 1948   |
| Donegal East               | Liam Cunningham           |                     | Fianna Fáil         | Fianna Fáil         | Fianna Fáil                                        | 13. Juni 1951      |
| Donegal East               | Daniel McMenamin          |                     | Fine Gael           | Fine Gael           | Fine Gael                                          | 9. März 1932       |
| Donegal East               | William Sheldon           |                     | Independent         | Independent         | Independent                                        | 1. Juli 1943       |
| Donegal West               | Joseph Brennan            |                     | Fianna Fáil         | Fianna Fáil         | Fianna Fáil                                        | 2. Juni 1954       |
| Donegal West               | Cormac Breslin            |                     | Fianna Fáil         | Fianna Fáil         | Fianna Fáil                                        | 21. Juli 1937      |
| Donegal West               | Patrick O’Donnell         |                     | Fine Gael           | Fine Gael           | Fine Gael                                          | 16. November 1949  |
| Dublin County              | Kevin Boland              |                     | Fianna Fáil         | Fianna Fáil         | Fianna Fáil                                        | 20. März 1957      |
| Dublin County              | Patrick Burke             |                     | Fianna Fáil         | Fianna Fáil         | Fianna Fáil                                        | 9. Juni 1944       |
| Dublin County              | Éamon Rooney              |                     | Fine Gael           | Fine Gael           | Fine Gael                                          | 18. Februar 1948   |
| Dublin North-Central       | Patrick McGilligan        |                     | Fine Gael           | Fine Gael           | Fine Gael                                          | 3. November 1923   |
| Dublin North-Central       | Vivion de Valera          |                     | Fianna Fáil         | Fianna Fáil         | Fianna Fáil                                        | 4. Dezember 1945   |
| Dublin North-Central       | Colm Gallagher            |                     | Fianna Fáil         |                     | verstorben am 26. Juni 1957                        | 20. März 1957      |
| Dublin North-Central       | Frank Sherwin             |                     |                     |                     | Independent Nachwahl für Colm Gallagher            | 14. November 1957  |
| Dublin North-East          | Jack Belton               |                     | Fine Gael           | Fine Gael           | Fine Gael                                          | 18. Februar 1948   |
| Dublin North-East          | Oscar Traynor             |                     | Fianna Fáil         | Fianna Fáil         | Fianna Fáil                                        | 9. März 1932       |
| Dublin North-East          | Charles Haughey           |                     | Fianna Fáil         | Fianna Fáil         | Fianna Fáil                                        | 20. März 1957      |
| Dublin North-East          | Patrick Byrne             |                     | Fine Gael           | Fine Gael           | Fine Gael                                          | 30. April 1956     |
| Dublin North-East          | Denis Larkin              |                     | Labour              | Labour              | Labour                                             | 2. Juni 1954       |
| Dublin North-West          | Declan Costello           |                     | Fine Gael           | Fine Gael           | Fine Gael                                          | 13. Juni 1951      |
| Dublin North-West          | Richard Gogan             |                     | Fianna Fáil         | Fianna Fáil         | Fianna Fáil                                        | 2. Juni 1954       |
| Dublin North-West          | Thomas Byrne              |                     | Independent         | Independent         | Independent                                        | 12. November 1952  |
| Dublin South-Central       | Philip A. Brady           |                     | Fianna Fáil         | Fianna Fáil         | Fianna Fáil                                        | 20. März 1957      |
| Dublin South-Central       | Jack Murphy               |                     | Independent         |                     | Rücktritt am 13. Mai 1958                          | 20. März 1957      |
| Dublin South-Central       | Patrick Cummins           |                     |                     |                     | Fianna Fáil Nachwahl für Jack Murphy               | 25. Juni 1958      |
| Dublin South-Central       | Maurice E. Dockrell       |                     | Fine Gael           | Fine Gael           | Fine Gael                                          | 1. Juli 1943       |
| Dublin South-Central       | Celia Lynch               |                     | Fianna Fáil         | Fianna Fáil         | Fianna Fáil                                        | 2. Juni 1954       |
| Dublin South-Central       | Seán Lemass               |                     | Fianna Fáil         | Fianna Fáil         | Fianna Fáil                                        | 18. November 1924  |
| Dublin South-East          | Seán MacEntee             |                     | Fianna Fáil         | Fianna Fáil         | Fianna Fáil                                        | 21. Januar 1919    |
| Dublin South-East          | John A. Costello          |                     | Fine Gael           | Fine Gael           | Fine Gael                                          | 9. Juni 1944       |
| Dublin South-East          | Noel Browne               |                     | Independent         |                     | National Progressive Democrats                     | 20. März 1957      |
| Dublin South-West          | Michael O’Higgins         |                     | Fine Gael           | Fine Gael           | Fine Gael                                          | 2. Juni 1954       |
| Dublin South-West          | Robert Briscoe            |                     | Fianna Fáil         | Fianna Fáil         | Fianna Fáil                                        | 11. Oktober 1927   |
| Dublin South-West          | Noel Lemass               |                     | Fianna Fáil         | Fianna Fáil         | Fianna Fáil                                        | 14. November 1956  |
| Dublin South-West          | Bernard Butler            |                     | Fianna Fáil         |                     | verstorben am 13. März 1959                        | 1. Juli 1943       |
| Dublin South-West          | Richie Ryan               |                     |                     |                     | Fine Gael Nachwahl für Bernard Butler              | 22. Juli 1959      |
| Dublin South-West          | James Carroll             |                     | Independent         | Independent         | Independent                                        | 20. März 1957      |
| Dún Laoghaire and Rathdown | Liam Cosgrave             |                     | Fine Gael           | Fine Gael           | Fine Gael                                          | 1. Juli 1943       |
| Dún Laoghaire and Rathdown | Seán Brady                |                     | Fianna Fáil         | Fianna Fáil         | Fianna Fáil                                        | 11. Oktober 1927   |
| Dún Laoghaire and Rathdown | Lionel Booth              |                     | Fianna Fáil         | Fianna Fáil         | Fianna Fáil                                        | 20. März 1957      |
| Galway North               | Michael Donnellan         |                     | Clann na Talmhan    | Clann na Talmhan    | Clann na Talmhan                                   | 1. Juli 1943       |
| Galway North               | Mark Killilea senior      |                     | Fianna Fáil         | Fianna Fáil         | Fianna Fáil                                        | 8. Februar 1933    |
| Galway North               | Michael F. Kitt           |                     | Fianna Fáil         | Fianna Fáil         | Fianna Fáil                                        | 18. Februar 1948   |
| Galway South               | Brigid Hogan              |                     | Fine Gael           | Fine Gael           | Fine Gael                                          | 20. März 1957      |
| Galway South               | Michael Carty             |                     | Fianna Fáil         | Fianna Fáil         | Fianna Fáil                                        | 20. März 1957      |
| Galway South               | Patrick Beegan            |                     | Fianna Fáil         |                     | verstorben am 2. Februar 1958                      | 9. März 1932       |
| Galway South               | Anthony Millar            |                     |                     |                     | Fianna Fáil Nachwahl für Patrick Beegan            | 30. Mai 1958       |
| Galway West                | Fintan Coogan senior      |                     | Fine Gael           | Fine Gael           | Fine Gael                                          | 2. Juni 1954       |
| Galway West                | Gerald Bartley            |                     | Fianna Fáil         | Fianna Fáil         | Fianna Fáil                                        | 9. März 1932       |
| Galway West                | John Geoghegan            |                     | Fianna Fáil         | Fianna Fáil         | Fianna Fáil                                        | 2. Juni 1954       |
| Kerry North                | Patrick Finucane          |                     | Independent         | Independent         | Independent                                        | 1. Juli 1943       |
| Kerry North                | Thomas McEllistrim senior |                     | Fianna Fáil         | Fianna Fáil         | Fianna Fáil                                        | 19. September 1923 |
| Kerry North                | Daniel Moloney            |                     | Fianna Fáil         | Fianna Fáil         | Fianna Fáil                                        | 20. März 1957      |
| Kerry North                | Dan Spring                |                     | Labour              | Labour              | Labour                                             | 1. Juli 1943       |
| Kerry South                | John Joe Rice             |                     | Sinn Féin           | Sinn Féin           | Sinn Féin                                          | 20. März 1957      |
| Kerry South                | Patrick Palmer            |                     | Fine Gael           | Fine Gael           | Fine Gael                                          | 18. Februar 1948   |
| Kerry South                | Honor Crowley             |                     | Fianna Fáil         | Fianna Fáil         | Fianna Fáil                                        | 4. Dezember 1945   |
| Kildare                    | Gerard Sweetman           |                     | Fine Gael           | Fine Gael           | Fine Gael                                          | 18. Februar 1948   |
| Kildare                    | Patrick Dooley            |                     | Fianna Fáil         | Fianna Fáil         | Fianna Fáil                                        | 20. März 1957      |
| Kildare                    | William Norton            |                     | Labour              | Labour              | Labour                                             | 9. März 1932       |
| Leix–Offaly                | Kieran Egan               |                     | Fianna Fáil         | Fianna Fáil         | Fianna Fáil                                        | 30. April 1956     |
| Leix–Offaly                | Oliver J. Flanagan        |                     | Fine Gael           | Fine Gael           | Fine Gael                                          | 1. Juli 1943       |
| Leix–Offaly                | Nicholas Egan             |                     | Fianna Fáil         | Fianna Fáil         | Fianna Fáil                                        | 2. Juni 1954       |
| Leix–Offaly                | Peadar Maher              |                     | Fianna Fáil         | Fianna Fáil         | Fianna Fáil                                        | 13. Juni 1951      |
| Leix–Offaly                | Thomas F. O’Higgins       |                     | Fine Gael           | Fine Gael           | Fine Gael                                          | 18. Februar 1948   |
| Limerick East              | Ted Russell               |                     | Independent         | Independent         | Independent                                        | 20. März 1957      |
| Limerick East              | Paddy Clohessy            |                     | Fianna Fáil         | Fianna Fáil         | Fianna Fáil                                        | 20. März 1957      |
| Limerick East              | John Carew                |                     | Fine Gael           | Fine Gael           | Fine Gael                                          | 26. Juni 1952      |
| Limerick East              | Donogh O’Malley           |                     | Fianna Fáil         | Fianna Fáil         | Fianna Fáil                                        | 2. Juni 1954       |
| Limerick West              | James John Collins        |                     | Fianna Fáil         | Fianna Fáil         | Fianna Fáil                                        | 18. Februar 1948   |
| Limerick West              | Denis Jones               |                     | Fine Gael           | Fine Gael           | Fine Gael                                          | 20. März 1957      |
| Limerick West              | Donnchadh Ó Briain        |                     | Fianna Fáil         | Fianna Fáil         | Fianna Fáil                                        | 8. Februar 1933    |
| Longford–Westmeath         | Seán Mac Eoin             |                     | Fine Gael           | Fine Gael           | Fine Gael                                          | 16. August 1921    |
| Longford–Westmeath         | Erskine Hamilton Childers |                     | Fianna Fáil         | Fianna Fáil         | Fianna Fáil                                        | 30. Juni 1938      |
| Longford–Westmeath         | Ruairí Ó Brádaigh         |                     | Sinn Féin           | Sinn Féin           | Sinn Féin                                          | 20. März 1957      |
| Longford–Westmeath         | Charles Fagan             |                     | Fine Gael           | Fine Gael           | Fine Gael                                          | 8. Februar 1933    |
| Longford–Westmeath         | Michael Kennedy           |                     | Fianna Fáil         | Fianna Fáil         | Fianna Fáil                                        | 23. Juni 1927      |
| Louth                      | Frank Aiken               |                     | Fianna Fáil         | Fianna Fáil         | Fianna Fáil                                        | 19. September 1923 |
| Louth                      | Pádraig Faulkner          |                     | Fianna Fáil         | Fianna Fáil         | Fianna Fáil                                        | 20. März 1957      |
| Louth                      | George Coburn             |                     | Fine Gael           | Fine Gael           | Fine Gael                                          | 3. März 1954       |
| Mayo North                 | Patrick Lindsay           |                     | Fine Gael           | Fine Gael           | Fine Gael                                          | 2. Juni 1954       |
| Mayo North                 | Seán Doherty              |                     | Fianna Fáil         | Fianna Fáil         | Fianna Fáil                                        | 20. März 1957      |
| Mayo North                 | Phelim Calleary           |                     | Fianna Fáil         | Fianna Fáil         | Fianna Fáil                                        | 26. Juni 1952      |
| Mayo South                 | Seán Flanagan             |                     | Fianna Fáil         | Fianna Fáil         | Fianna Fáil                                        | 13. Juni 1951      |
| Mayo South                 | Joseph Blowick            |                     | Clann na Talmhan    | Clann na Talmhan    | Clann na Talmhan                                   | 1. Juli 1943       |
| Mayo South                 | Mícheál Ó Móráin          |                     | Fianna Fáil         | Fianna Fáil         | Fianna Fáil                                        | 30. Juni 1938      |
| Mayo South                 | Henry Kenny               |                     | Fine Gael           | Fine Gael           | Fine Gael                                          | 2. Juni 1954       |
| Meath                      | Patrick Giles             |                     | Fine Gael           | Fine Gael           | Fine Gael                                          | 21. Juli 1937      |
| Meath                      | Michael Hilliard          |                     | Fianna Fáil         | Fianna Fáil         | Fianna Fáil                                        | 1. Juli 1943       |
| Meath                      | James Griffin             |                     | Fianna Fáil         |                     | verstorben am 22. März 1959                        | 20. März 1957      |
| Meath                      | Henry Johnston            |                     |                     |                     | Fianna Fáil Nachwahl für James Griffin             | 22. Juli 1959      |
| Monaghan                   | James Dillon              |                     | Fine Gael           | Fine Gael           | Fine Gael                                          | 9. März 1932       |
| Monaghan                   | Patrick Mooney            |                     | Fianna Fáil         | Fianna Fáil         | Fianna Fáil                                        | 2. Juni 1954       |
| Monaghan                   | Eighneachán Ó hAnnluain   |                     | Sinn Féin           | Sinn Féin           | Sinn Féin                                          | 20. März 1957      |
| Roscommon                  | James J. Burke            |                     | Fine Gael           | Fine Gael           | Fine Gael                                          | 2. Juni 1954       |
| Roscommon                  | Jack McQuillan            |                     | Independent         |                     | National Progressive Democrats                     | 18. Februar 1948   |
| Roscommon                  | Gerald Boland             |                     | Fianna Fáil         | Fianna Fáil         | Fianna Fáil                                        | 19. September 1923 |
| Roscommon                  | John Beirne               |                     | Clann na Talmhan    | Clann na Talmhan    | Clann na Talmhan                                   | 1. Juli 1943       |
| Sligo–Leitrim              | Stephen Flynn             |                     | Fianna Fáil         |                     | verstorben am 24. November 1960                    | 9. März 1932       |
| Sligo–Leitrim              | Joseph McLoughlin         |                     |                     |                     | Fine Gael Nachwahl für Stephen Flynn               | 1. März 1961       |
| Sligo–Leitrim              | Eugene Gilbride           |                     | Fianna Fáil         | Fianna Fáil         | Fianna Fáil                                        | 18. Februar 1948   |
| Sligo–Leitrim              | John Joe McGirl           |                     | Sinn Féin           | Sinn Féin           | Sinn Féin                                          | 20. März 1957      |
| Sligo–Leitrim              | Mary Reynolds             |                     | Fine Gael           | Fine Gael           | Fine Gael                                          | 21. Juli 1937      |
| Sligo–Leitrim              | Patrick Rogers            |                     | Fine Gael           | Fine Gael           | Fine Gael                                          | 20. März 1957      |
| Tipperary North            | John Fanning              |                     | Fianna Fáil         | Fianna Fáil         | Fianna Fáil                                        | 13. Juni 1951      |
| Tipperary North            | Mary Ryan                 |                     | Fianna Fáil         | Fianna Fáil         | Fianna Fáil                                        | 9. Juni 1944       |
| Tipperary North            | Patrick Tierney           |                     | Labour              | Labour              | Labour                                             | 20. März 1957      |
| Tipperary South            | Michael Davern            |                     | Fianna Fáil         | Fianna Fáil         | Fianna Fáil                                        | 18. Februar 1948   |
| Tipperary South            | Dan Breen                 |                     | Fianna Fáil         | Fianna Fáil         | Fianna Fáil                                        | 9. März 1932       |
| Tipperary South            | Richard Mulcahy           |                     | Fine Gael           | Fine Gael           | Fine Gael                                          | 9. Juni 1944       |
| Tipperary South            | Frank Loughman            |                     | Fianna Fáil         | Fianna Fáil         | Fianna Fáil                                        | 20. März 1957      |
| Waterford                  | Thaddeus Lynch            |                     | Fine Gael           | Fine Gael           | Fine Gael                                          | 2. Juni 1954       |
| Waterford                  | William Kenneally         |                     | Fianna Fáil         | Fianna Fáil         | Fianna Fáil                                        | 26. Juni 1952      |
| Waterford                  | Thomas Kyne               |                     | Labour              | Labour              | Labour                                             | 18. Februar 1948   |
| Waterford                  | John Ormonde              |                     | Fianna Fáil         | Fianna Fáil         | Fianna Fáil                                        | 29. Oktober 1947   |
| Wexford                    | Denis Allen               |                     | Fianna Fáil         |                     | verstorben am 29. März 1961                        | 17. August 1936    |
| Wexford                    | Seán Browne               |                     | Fianna Fáil         | Fianna Fáil         | Fianna Fáil                                        | 20. März 1957      |
| Wexford                    | Brendan Corish            |                     | Labour              | Labour              | Labour                                             | 4. Dezember 1945   |
| Wexford                    | Anthony Esmonde           |                     | Fine Gael           | Fine Gael           | Fine Gael                                          | 13. Juni 1951      |
| Wexford                    | James Ryan                |                     | Fianna Fáil         | Fianna Fáil         | Fianna Fáil                                        | 21. Januar 1919    |
| Wicklow                    | Paudge Brennan            |                     | Fianna Fáil         | Fianna Fáil         | Fianna Fáil                                        | 2. Juni 1954       |
| Wicklow                    | James Everett             |                     | Labour              | Labour              | Labour                                             | 9. September 1922  |
| Wicklow                    | James O’Toole             |                     | Fianna Fáil         | Fianna Fáil         | Fianna Fáil                                        | 20. März 1957      |

1. Dáil (1919–1921) |
2. Dáil (1921–1922) |
3. Dáil (1922–1923) |
4. Dáil (1923–1927) |
5. Dáil (1927) |
6. Dáil (1927–1932) |
7. Dáil (1932–1933) |
8. Dáil (1933–1937) |
9. Dáil (1937–1938) |
10. Dáil (1938–1943) |
11. Dáil (1943–1944) |
12. Dáil (1944–1948) |
13. Dáil (1948–1951) |
14. Dáil (1951–1954) |
15. Dáil (1954–1957) |
16. Dáil (1957–1961) |
17. Dáil (1961–1965) |
18. Dáil (1965–1969) |
19. Dáil (1969–1973) |
20. Dáil (1973–1977) |
21. Dáil (1977–1981) |
22. Dáil (1981–1982) |
23. Dáil (1982) |
24. Dáil (1982–1987) |
25. Dáil (1987–1989) |
26. Dáil (1989–1992) |
27. Dáil (1992–1997) |
28. Dáil (1997–2002) |
29. Dáil (2002–2007) |
30. Dáil (2007–2011) |
31. Dáil (2011–2016) |
32. Dáil (2016–2020) |
33. Dáil (2020–2024) |
34. Dáil (seit 2024)